# 지방도 제863호선
지방도 제863호선은 전라남도 여수시 남면 연도리에서 광양시 다압면 외압마을을 잇는 전라남도의 지방도이다.
1983년에는 노선명이 '백야 ~ 광양선'이었으며 1995년 12월 8일 노선을 연장하면서 '연도 ~ 광양선'이 되었다. 2003년 3월 27일 노선을 다시 연장하면서 '남면 ~ 다압선'이 되었다.

## 연혁
- 1983년 12월 14일 : 도로 확포장공사를 위해 여천군 화양면 용주리 ~ 소라면 한기리 3.48km 구간 도로구역 변경[1]
- 1984년 12월 10일 : 도로 확포장공사를 위해 여천군 소라면 관기리 610m 구간 도로구역 변경[2]
- 1985년 12월 23일 : 기점을 '여천군 화양면 세포리', 종점을 '광양군 광양읍 덕례리'로 명시하고 도로개량이 완료된 여천군 화양면 나진리 ~ 창무리 3.857km 구간과 승주군 해룡면 월전리 ~ 정산리 1.32km 구간 도로예정지 해제[3]
- 1986년 8월 20일 : 1987년 9월까지 쌍봉 ~ 화양간 도로(여천군 소라면 관기리 ~ 여천시 안산동) 2.668km 구간 확포장공사를 위해 도로구역 변경[4]
- 1987년 1월 22일 : 여천군 화양면 나진리 ~ 창무리 5.44km 구간과 승주군 해룡면 월전리 ~ 성산리 1.32km 구간 도로예정지 해제[5]
- 1987년 7월 27일 : 1988년 5월까지 쌍봉 ~ 세포간 도로(여천군 화양면 나진리 ~ 화송리) 2.2km 구간 확포장공사 계획을 공고[6][7]
- 1988년 1월 4일 : 여천군 소라면 죽림리~ 여천군 화양면 나진리 7.36km 구간 도로예정지 해제[8]
- 1988년 2월 10일 : 1988년 9월까지 여천군 화양면 나진리 ~ 안포리 3.04km 구간 확포장공사 계획을 공고[9]
- 1989년 1월 6일 : 여천군 소라면 죽림리 ~ 화양면 안포리 12.421km 구간 도로예정지 해제[10]
- 1989년 6월 12일 : 1992년 5월까지 쌍봉 ~ 세포간 도로(여천군 화양면 안포리와 여천군 소라면 죽림리 ~ 복산리) 12.143km 구간 확포장공사 계획을 공고[11][12]
- 1990년 1월 13일 : 여천군 화양면 세포리 ~ 율촌면 가장리 12.891km 구간 도로예정지 해제[13]
- 1990년 4월 16일 : 1991년 10월까지 해룡 ~ 광양간 도로(승주군 해룡면 도룡리 ~ 상내리) 5.78km 구간 확포장공사 계획을 공고[14]
- 1991년 1월 10일 : 승주군 해룡면 도룡리 ~ 상내리 5.78km 구간 도로예정지 해제[15]
- 1991년 4월 12일 : 1994년 4월까지 쌍봉 ~ 율촌간 도로(여천군 소라면 복산리 ~ 율촌면 상봉리) 8.4km 구간 확포장공사 계획을 공고[16]
- 1992년 1월 27일 : 여천군 소라면 복산리 ~ 율촌면 상봉리 8.4km 구간 도로예정지 해제[17]
- 1992년 5월 4일 : 1994년 5월까지 월전 ~ 광양간 도로(승주군 해룡면 남가리 ~ 신대리) 4.532km 구간과 율촌 ~ 쌍봉간 도로 1공구(여천군 율촌면 쌍봉리) 2.6km 구간, 2공구(승주군 해룡면 하사리) 1.48km 구간 확포장공사 계획을 공고[18]
- 1993년 3월 22일 : 도로 확포장공사를 위해 광양군 광양읍 세풍리 ~ 덕례리 3.93km 구간 도로구역 변경[19]
- 1994년 6월 13일 : 1994년 9월까지 죽림 위험도로 2공구(여천군 소라면 죽림리) 개축공사를 위해 196m 구간 도로구역 변경[20]
- 1994년 7월 4일 : 1995년까지 해룡우회도로(승주군 해룡면 도룡리 ~ 성산리) 확포장공사를 위해 2.912km 구간 도로구역 변경[21]
- 1995년 12월 8일 : 기점을 기존 여천군 화양면 세포리에서 '여천군 남면 연도리'로 연장함. 이에 따라 노선명을 '백야 ~ 광양선'에서 '연도 ~ 광양선'으로 변경하고 총 연장 95.9km가 됨.[22]
- 1996년 11월 25일 : 국가지원지방도 지정으로 인해 노선 변경[23]
- 1996년 12월 9일 : 1998년 12월까지 금오도 도로(여천군 남면 우학리 ~ 유송리) 확포장공사를 위해 5.5km 구간 도로구역 변경[24]
- 1997년 8월 20일 : 1999년 7월까지 남면 ~ 유송간 도로(여천군 남면 우학리 ~ 유송리) 확포장공사를 위해 6.73km 구간 도로구역 변경[25]
- 2001년 2월 27일 : 지방도 정비공사를 위해 순천시 해룡면 월전리 ~ 신대리 1.46km 구간을 600m로 도로구역 변경[26]
- 2002년 7월 27일 : 2005년 12월까지 우학 ~ 장지간 도로(여수시 남면 우학리 ~ 심장리) 확포장공사를 위해 4.54km 구간 도로구역 변경[27]
- 2003년 3월 27일 : 종점을 광양시 광양읍 덕례리에서 '광양시 다압면 신원리'로 변경함. 이에 따라 노선명을 '연도 ~ 광양선'에서 '남면 ~ 다압선'으로 변경하고 총 연장 137.91km가 됨.[28]
- 2004년 10월 13일 : 2009년 12월까지 금오도 ~ 안도간 연도교(여수시 남면 심장리 ~ 안도리) 가설공사를 위해 2.98km 구간 도로구역 변경[29]
- 2005년 7월 5일 : 2007년 12월까지 복산지구(여수시 소라면 복산리) 개량공사를 위해 772m 구간 도로구역 변경[30]
- 2006년 1월 5일 : 우학 ~ 장지간 도로 확포장공사 기간을 2008년 12월까지 연기[31]
- 2008년 10월 13일 : 2012년 12월까지 여수 이목지구(여수시 이목동) 개량공사를 위해 580m 구간 도로구역 변경[32]
- 2009년 1월 28일 : 2012년 12월까지 여수 이목지구(여수시 이목동) 개량공사를 위해 580m 구간 도로구역 변경[33]
- 2010년 5월 20일 : 2013년 3월까지 개량공사를 위해 여수시 화양면 이목리 580m 구간 도로구역 변경[34]
- 2010년 7월 13일 : 2011년 1월까지 여수 현천지구(여수시 소라면 현천리 ~ 복산리) 개량공사를 위해 460m 구간 도로구역 변경[35]
- 2011년 7월 4일 : 안도대교(360m, 여수시 남면 심장리 ~ 안도리) 1.32km 구간 개통[36]
- 2011년 7월 13일 : 여수 현천지구 개량공사 기간을 2012년 7월까지로 연기[37]
- 2011년 12월 13일 : 2013년 8월까지 내압우회도로(광양시 다압면 신원리) 확포장공사를 위해 673m 구간 도로구역 변경[38]
- 2012년 7월 7일 : 광양 봉강지구(광양시 봉강면 부저리 ~ 구서리) 1.65km 구간 개통[39], 기존 2.3km 구간 폐지[40]
- 2012년 7월 13일 : 2020년 12월까지 용곡 ~ 황죽간 도로(광양시 옥룡면 용곡리 ~ 진상면 황죽리) 확포장공사를 위해 5.45km 구간 도로구역 변경[41]

## 주요 경유지
- 여수시
  - 남면 연도리(연도) - (단절) - 안도리(안도) - 안도대교 - 심장리 - 우학항 - 남면보건지소 - 여남초등학교, 여남고등학교 - 유송리 - 여천항 - (단절)
  - 화정면 (단절) - 월호리(월호도) - (단절) - 백야리 - 백야삼거리 - 화백삼거리 - 백야대교
  - 화양면 백야대교 - 백야대교삼거리 - 세포삼거리 - 세포보건진료소 - 화양중학교 화양남분교 - 장수리 - 자매삼거리 - 공정마을 - 이목리 - 화양면이목리 교차로 - 고개삼거리 - 서촌삼거리 - 서촌리 - 석교삼거리 - 옥적리 - 감도보건진료소 - 이천리 - 관기배수방조제
  - 소라면 관기배수방조제 - 현천리 - 복산리 - 소라면신흥리 교차로 - 사곡리
  - 율촌면 반월리 - 상봉삼거리 - 율촌면상봉리 교차로 - 두봉교
- 순천시
  - 해룡면 두봉교 - 상내리 - 농주리 - 선학리 - 해창리 - 중흥리 - 도롱리 - 월전리 - 월전사거리 - 성산 교차로 - 매안 교차로 - 신대리 - 세승 교차로
- 광양시
  - 광양읍 부흥마을 - 세풍초등학교 - 세풍교 - 광양역 - 덕례리 - 덕례사거리 - 회암삼거리 - 서산교 - 서산교사거리 - 구원협앞삼거리 - 광양읍사무소 - 여고앞사거리 - (회전 교차로) - 광양만권경제자유구역청 - 구산리
  - 봉강면 지곡리 - 봉당리 - 부저리 - 구서리 - 조령리 - (미개통 구간 : 조령리)
  - 옥룡면 (미개통 구간 : 용곡리)
  - 진상면 (미개통 구간 : 황죽리) - 웅동교회 - 황죽리 - 황죽교 - 비평리 - 토끼재
  - 다압면 토끼재 - 신원리 - 외압마을

## 도로명
- 여수시 남면 연도리 : 신강길
- 여수시 남면 안도리 ~ 안도대교 : 안도해변길
- 여수시 남면 안도대교 ~ 유송리 : 금오로
- 여수시 화정면 백야리 ~ 화양면 백야대교삼거리 : 백야로
- 여수시 화양면 백야대교삼거리 ~ 세포삼거리 : 화양로
- 여수시 화양면 세포삼거리 ~ 공정마을 : 장수로
- 여수시 화양면 공정마을 ~ 서촌리 : 화서로
- 여수시 화양면 서촌리 ~ 석교삼거리 : 석교로
- 여수시 화양면 석교삼거리 ~ 관기배수방조제 : 옥천로
- 여수시 소라면 관기배수방조제 ~ 복산리 : 관기길
- 여수시 소라면 복산리 ~ 소라면신흥리 교차로 : 대곡해안길
- 여수시 소라면 소라면신흥리 교차로 ~ 율촌면 율촌면상봉리 교차로 : 서부로
- 여수시 율촌면 율촌면상봉리 교차로 ~ 순천시 해룡면 월전사거리 : 해룡로
- 순천시 해룡면 월전사거리 ~ 광양시 광양읍 덕례리 : 해광로
- 광양시 광양읍 덕례리 ~ 지곡교 남단 : 인덕로
- 광양시 광양읍 지곡교 남단 ~ 봉강면 조령리 : 성불로
- 광양시 진상면 황죽리 ~ 황죽교 동단 : 성지로
- 광양시 진상면 황죽교 동단 ~ 비평리 : 백학로
- 광양시 진상면 비평리 ~ 외압마을 : 토끼재길

## 중복 구간
- 여수시 화정면 유호리 ~ 화양면 공정마을 : 국도 제77호선과 중복
- 여수시 소라면 관기리 ~ 죽림사거리 : 국가지원지방도 제22호선과 중복
- 광양시 광양읍 덕례리 ~ 봉강면 조령리 : 지방도 제865호선과 중복